# Mongo Introduces La Lupe
Mongo Introduces La Lupe è un album di Mongo Santamaría, pubblicato dalla Riverside Records nel 1963. Il disco fu registrato il 17 dicembre 1962 e il 7 e 9 gennaio 1963 al Plaza sound Studios di New York.

## Tracce
Lato A
1. Besito Pa Ti – 4:39 (Mongo Santamaría, Miller)
2. Kiniqua – 4:19 (Antar Daly)
3. Canta Banjo – 3:35 (Pat Patrick)
4. Uncle Calypso – 3:27 (Armando Peraza)
5. Montuneando – 4:01 (René Hernandez, Mongo Santamaría)

Lato B
1. Que Lindas Son – 4:38 (Mongo Santamaría)
2. Oye Este Guaguanco – 2:45 (Isaac Irrizary)
3. Este Mambo (This Is My Mambo) – 4:39 (René Hernandez)
4. Quiet Stroll – 7:59 (Pat Patrick)

## Musicisti
Mongo Santamaría Orchestra
- Mongo Santamaría - bongos, congas
- La Lupe - voce (brani: A1, A3, A5, B2 & B3)
- René Hernandez - pianoforte
- Rodgers Grant - pianoforte (brani: A4 & B4)
- Alfredo Chocolate Armenteros - tromba (brani: A5 & B1)
- Marty Sheller - tromba
- Bobby Capers - sassofono, flauto
- Pat Patrick - sassofono, flauto
- Victor Venegas - contrabbasso
- Frank Valerino - percussioni latine
- "Kako" (Francisco Angel Bastar) - percussioni latine
- Oscaldo Martinez - percussioni latine